# Burgio
Burgio ist eine Stadt im Freien Gemeindekonsortium Agrigent in der Region Sizilien in Italien.

## Lage und Daten
Burgio liegt 65 km nordwestlich von Agrigent und 100 km südlich von Palermo. Hier wohnen 2474 Einwohner (Stand 31. Dezember 2023), die hauptsächlich in der Landwirtschaft arbeiten.
Die Nachbargemeinden sind Caltabellotta, Chiusa Sclafani (PA), Lucca Sicula, Palazzo Adriano (PA) und Villafranca Sicula.

## Geschichte
Die Araber bauten hier ein Kastell, um das sich die Gemeinde entwickelte. Im Mittelalter erhielt die Gemeinde das typische Bild mit engen Gassen und verwinkelten Straßen.

## Sehenswürdigkeiten
- Das Kastell wurde von den Arabern erbaut, übernommen von Normannen, gehörte seit 1292 der Familie Paternò und ist seit dem 14. Jahrhundert im Besitz der Familie Peralta. Das Kastell hat einen streng rechtwinkligen Grundriss.
- Älteste Kirche ist die unter den Normannen erbaute Santa Maria di Rifesi von 1172. 1188 besiedelt durch aus dem heiligen Land vertriebene Mönche aus dem Kloster SS. Trinitas de Refech.
- Wichtigstes Werk in der dem Sant’ Antonio Abate geweihte Chiesa Madre ist die Madonna di Trapani von Vincenzo Gaggini aus dem Jahr 1566. Die aufwändigen Stuckarbeiten schuf Orazio Ferraro di Giuliana. Zu erwähnen ist auch eine byzantinische Ikone und ein Kruzifix, das etwa um 1200 entstanden ist.
- Für die Chiesa San Vito schuf Antonello Gagini 1522 eine Skulptur des Titelheiligen.
- Die 1460 von San Sebastian in Maria Santissimo del Carmelo umbenannte Kirche beherbergt eine Statue „Madonna della Pace“  und Stuckarbeiten von 1760.
- In der Santa Maria della Grazie ist eine Skulptur der Santa Anna zu besichtigen, die der Schule Gagginis zugeschrieben ist. Bedeutend ist der an die Kirche angrenzende Kreuzgang aus dem 17. Jh.
- Das Gemälde „Sieben Sakramente“  Zoppo di Gangi befindet sich in der Chiesa dei Cappuccini.
- Der Ort beherbergt die einzige Glockengießerei Siziliens und eine der wenigen noch produzierenden Italiens, die Fonderia Rocco Cacciabaudo.